# Bulbophyllum multiflexum
Bulbophyllum multiflexum là một loài phong lan thuộc chi Bulbophyllum.